# Antoni Gładysz
Antoni Gładysz (ur. 31 grudnia 1907 w Iwoniczu, zm. 27 września 1991 w Filadelfii) – polski działacz społeczny, sadownik, poseł na Sejm PRL II kadencji w latach 1957–1961, przejściowo członek koła posłów „Znak”.
Absolwent Szkoły Głównej Gospodarstwa Wiejskiego w Warszawie (1936), doktor inżynier rolnik (1962), specjalista w dziedzinie sadownictwa, założył i redagował „Hasło Ogrodniczo-Rolnicze” (ukazujące się w latach 1932–1939, 1946–1949 i 1957–1964). Autor książek poświęconych tej dziedzinie, jak m.in. Drzewa i krzewy w sadzie owocującym (1935), Urządzanie i pielęgnowanie sadu (1935), Sadownictwo dla praktyków (1965). 

## Życiorys
Związany z Tarnowem. Przed II wojną światową zakładał kółka rolnicze i koła młodzieży wiejskiej, był wojewódzkim inspektorem ogrodnictwa. W czasie wojny działał w Związku Walki Zbrojnej, aresztowany 31 marca 1941 przez Gestapo, był więźniem obozu w KL Groß-Rosen (1942–1945). Po wojnie działał w Polskim Związku b. Więźniów Politycznych (w latach 1947–1948 był prezesem oddziału tarnowskiego), w niezależnym ruchu katolickim w Tarnowie, współpracował z kurią tarnowską. Czynił nieudane próby stworzenia w swoim mieście oficjalnego Klubu Katolickiego.
W 1957 wybrany do Sejmu w okręgu wyborczym nr 41 w Tarnowie jako kandydat bezpartyjny, wspierany przez ruch „Znak”. Koło poselskie „Znaku” opuścił po kilku miesiącach, z uwagi na różnice w stosunku do władz komunistycznych, wobec których był znacznie bardziej radykalny. Po zakończeniu kadencji nie angażował się politycznie. W 1967 wyjechał do Stanów Zjednoczonych, gdzie pracował m.in. jako sekretarz prasowy w Narodowym Sanktuarium Matki Bożej Częstochowskiej w Doylestown. Zajmował się tam działalnością wydawniczą i dziennikarską. Pozostawił wspomnienia obozowe: Obóz śmierci (1961), Piekło na ziemi: wspomnienia z lat 1939–1945 (1972).
Został odznaczony przez władze RP na uchodźstwie Krzyżem Kawalerskim (20 stycznia 1977) i Krzyżem Oficerskim (1987) Orderu Odrodzenia Polski. W 2021 pośmiertnie odznaczony Krzyżem Wolności i Solidarności.